# Bīzanvand
Bīzanvand (persiska: بیژنوند, Bīzhanvand, بیزنوند) är en ort i Iran.   Den ligger i provinsen Lorestan, i den västra delen av landet, 400 km sydväst om huvudstaden Teheran. Bīzanvand ligger 1 172 meter över havet och antalet invånare är 232.
Terrängen runt Bīzanvand är varierad. Runt Bīzanvand är det ganska tätbefolkat, med 72 invånare per kvadratkilometer. Närmaste större samhälle är Khāţereh, 5,3 km söder om Bīzanvand. Omgivningarna runt Bīzanvand är i huvudsak ett öppet busklandskap.